# 8585 Purpurea
8585 Purpurea è un asteroide della fascia principale. Scoperto nel 1960, presenta un'orbita caratterizzata da un semiasse maggiore pari a 3,2068626 UA e da un'eccentricità di 0,1768318, inclinata di 9,53778° rispetto all'eclittica.